# Tanymecosticta simonae
Tanymecosticta simonae är en trollsländeart som beskrevs av Maurits Anne Lieftinck 1969. Tanymecosticta simonae ingår i släktet Tanymecosticta och familjen Isostictidae. Inga underarter finns listade i Catalogue of Life.